# Johan van der Bilt

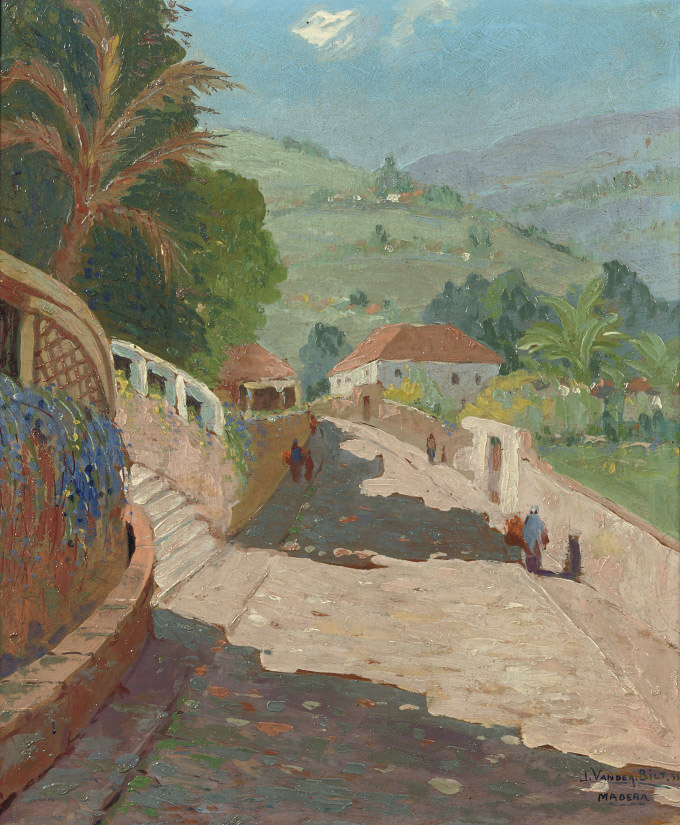
St. Crux-Straße in Funchal (Madeira)

Johan van der Bilt (Johannes Franciscus Willebrordus van der Bilt, * 7. November 1882 in Amsterdam; † 19. Dezember 1943 in New York) war ein niederländischer Landschaftsmaler. Er schuf auch Wandmalereien und entwarf Wandteppiche.
Johan van der Bilt studierte an der Amsterdamer Koninklijke Akademie van Beeldende Kunsten und ab 1915 an der École des Beaux-Arts in Paris bei Fernand Sabatté. Anschließend ließ er sich in Antwerpen als freischaffender Maler nieder und unternahm von dort Studienreisen nach Südeuropa und Nordafrika. Neben den Gemälden fertigte Van der Bilt auch monumentale Wandgemälde, u. a. 1938 in der Amsterdamer Nikolauskirche, und gestaltete Wandteppiche. Am Ende der 1930er Jahre zog er in die Vereinigten Staaten und entwarf dort Teppiche in einer Teppichweberei.
Er wurde 1930 mit dem Prijs van de Teekenschool Quellinus ausgezeichnet. Er stellte seine Werke 1914 und 1924 auf dem Pariser Salon des Indépendants aus.